# Jennifer Taylor
Jennifer Taylor, meisjesnaam Jennifer Bini (Hoboken, 19 april 1972) is een Amerikaanse actrice. Ze maakte in 1998 haar film- en acteerdebuut als Barbara Baxter in de misdaadfilm Wild Things. Behalve in films speelde ze terugkerende personages in televisieseries als Burn Notice, Two and a Half Men en Shameless. Taylor had eenmalige gastrollen in onder meer Diagnosis Murder, Yes, Dear, Charmed, Las Vegas, Ghost Whisperer, NCIS en Mom.
Taylor trouwde in 1997 met Paul Taylor. Samen met hem kreeg ze twee kinderen.

## Filmografie
*Exclusief 5+ televisiefilms
- Family Vanished (2018)
- God's Not Dead: A Light in Darkness (2018)
- Arlo: The Burping Pig (2016)
- Emma's Chance (2016)
- A Life Lived (2016)
- Fair Haven (2016)
- Street Level (2015)
- A Date to Die For (2015)
- Like a Country Song (2014)
- Ashley (2013)
- 100,000 Zombie Heads (2012)
- Rumor Has It... (2005)
- The Waterboy (1998)
- Holy Man (1998)
- Wild Things (1998)

## Televisieseries
*Exclusief eenmalige gastrollen
- The Young and the Restless - Rebecca Barlow (2018-2019, zeven afleveringen)
- Shameless - Anne Seery (2016-2018, zes afleveringen)
- Two and a Half Men - Chelsea Melini (2008-2015, 32 afleveringen)
- Burn Notice - Elsa (2012-2013, vier afleveringen)

## Trivia
- Taylor speelde van 2008 tot en met 2015 Chelsea Melini, de vriendin van hoofdpersonage Charlie Harper (Charlie Sheen) in de comedyserie Two and a Half Men. Ze was daarvoor niettemin al in vier andere afleveringen te zien geweest als andere personages (in seizoen 1 als Suzanne, in seizoen 2 als Tina en in seizoen 5 als Nina).

- Library of Congress Control Number: no2018109045
- Nationale Bibliotheek van Tsjechië: xx0177975
- Virtual International Authority File: 17153470906245081735